# Riffs (álbum)
Riffs es el vigésimo sexto álbum de estudio de la banda británica de rock Status Quo, publicado en 2003 por Universal Music. Es el tercer trabajo de covers de la agrupación, ya que incluye once versiones de otros artistas y cuatro canciones regrabadas de ellos mismos. Su grabación se realizó durante el mismo tiempo que grabaron su anterior disco Heavy Traffic de 2002.
En varios mercados europeos se publicó una edición especial, que incluía un DVD con nueve pistas grabadas en vivo, tanto en festivales como en programas de televisión. Cabe señalar que solo para el Reino Unido se incluyó la versión de «Don't Bring Me Down» de Electric Light Orchestra.

## Lista de canciones
| N.º | Título                                                        | Escritor(es)                                | Duración |  |
| 1.  | «Caroline»                                                    | Rossi, Young                                | 4:54     |  |
| 2.  | «I Fought the Law» (cover de The Crickets)                    | Sonny Curtis                                | 3:04     |  |
| 3.  | «Born to Be Wild» (cover de Steppenwolf)                      | Mars Bonfire                                | 4:31     |  |
| 4.  | «Takin' Care of Business» (cover de Bachman-Turner Overdrive) | Randy Bachman                               | 5:07     |  |
| 5.  | «Wild One» (cover de Johnny O'Keefe)                          | Johnny O´Keefe, David Owens, Johnny Greenan | 3:47     |  |
| 6.  | «On the Road Again» (cover de Canned Heat)                    | Floyd Jones, Alan Christie Wilson           | 5:22     |  |
| 7.  | «Tobacco Road» (cover de The Nashville Teens)                 | John D. Loudermilk                          | 2:39     |  |
| 8.  | «Centerfold» (cover de The J. Geils Band)                     | Seth Justman                                | 3:48     |  |
| 9.  | «All Day and All of the Night» (cover de The Kinks)           | Ray Davies                                  | 2:28     |  |
| 10. | «Don't Bring Me Down» (cover de Electric Light Orchestra)     | Jeff Lynne                                  | 3:57     |  |
| 11. | «Junior's Wailing» (cover de Steamhammer)                     | Kieran White, Martin Pugh                   | 3:28     |  |
| 12. | «Pump It Up» (cover de Elvis Costello)                        | Elvis Costello                              | 3:30     |  |
| 13. | «Down the Dustpipe»                                           | Carl Grossman                               | 2:21     |  |
| 14. | «Whatever You Want»                                           | Parfitt, Bown                               | 4:32     |  |
| 15. | «Rockin' All Over the World»                                  | John Fogerty                                | 3:56     |  |

## Músicos
- Francis Rossi: voz y guitarra líder
- Rick Parfitt: voz y guitarra rítmica
- John Edwards: bajo
- Andy Bown: teclados
- Matt Letley: batería